# Горятино (деревня)
Горятино — деревня в Будогощском городском поселении Киришского района Ленинградской области.

## История
Деревня Горятина упоминается на карте Новгородского наместничества 1792 года А. М. Вильбрехта.
Деревня Горятина обозначена на специальной карте западной части России Ф. Ф. Шуберта 1844 года.

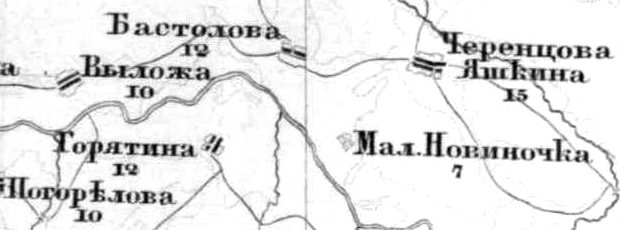
Деревня Горятино на карте Ф. Ф. Шуберта 1872 года

ГОРЯТИНО — деревня Погорельского общества, прихода села Бутково.

Крестьянских дворов — 19. Строений — 26, в том числе жилых — 21. 

Число жителей по семейным спискам 1879 г.: 47 м. п., 61 ж. п.; по приходским сведениям 1879 г.: 44 м. п., 56 ж. п.

В конце XIX века деревня административно относилась к Васильковской волости 1-го стана, в начале XX века — Васильковской волости 4-го стана 3-го земского участка Тихвинского уезда Новгородской губернии.

ГОРЯТИНО — деревня Погорельского сельского общества, дворов — 28, жилых домов — 25, число жителей: 84 м. п., 84 ж. п. 

Занятия жителей — земледелие. Река Пчёвжа. (1910 год)

Согласно карте Петроградской и Новгородской губерний 1915 года деревня называлась Горятина и насчитывала 12 дворов.
С 1917 по 1918 год деревня Горятино входила в состав Васильковской волости Тихвинского уезда Новгородской губернии.
С 1918 года в составе Череповецкой губернии.
С 1927 года в составе Будогощенского сельсовета Будогощенского района.
С 1928 года в составе Званского сельсовета. В 1928 году население деревни Горятино составляло 222 человека.
С 1932 года в составе Киришского района.

Деревня Горятино на карте 1932 года

По данным 1933 года деревня Горятино входила в состав Званского сельсовета Киришского района.
Согласно переписи населения СССР 1939 года население деревни Горятино составляли 49 мужчин и 52 женщины, всего 101 человек.
С 1963 года в составе Волховского района.
С 1965 года вновь в составе Киришского района. В 1965 году население деревни Горятино составляло 45 человек.
По данным 1966 года деревня Горятино входила в состав Званковского сельсовета.
По данным 1973 и 1990 годов деревня Горятино входила в состав Будогощского сельсовета.
В 1997 году в деревне Горятино Будогощской волости проживали 7 человек, в 2002 году — 9 (все русские).
В 2007 году в деревне Горятино Будогощского ГП проживали 9 человек, в 2010 году — 11.

## География
Деревня расположена в юго-восточной части района близ автодороги 41К-547 (Будогощь — Половинник).
Расстояние до административного центра поселения — 15 км.
Расстояние до железнодорожной платформы Горятино — 2 км.
Деревня находится на левом берегу реки Пчёвжа.

## Демография
| 1879 | 1910 | 1928 | 1965 | 1997 | 2002 | 2007 |
| ---- | ---- | ---- | ---- | ---- | ---- | ---- |
| 108  | ↗168 | ↗222 | ↘45  | ↘7   | ↗9   | →9   |
| 2010 | 2017 |      |      |      |      |      |
| ↗11  | ↗12  |      |      |      |      |      |

### Национальный состав
Согласно данным Всероссийской переписи населения 2021 года в деревне проживали 7 человек, из них:
 русские — 4, остальные национальность не указали.

## Улицы
Заречная, Луговая.